# High Desert (California)

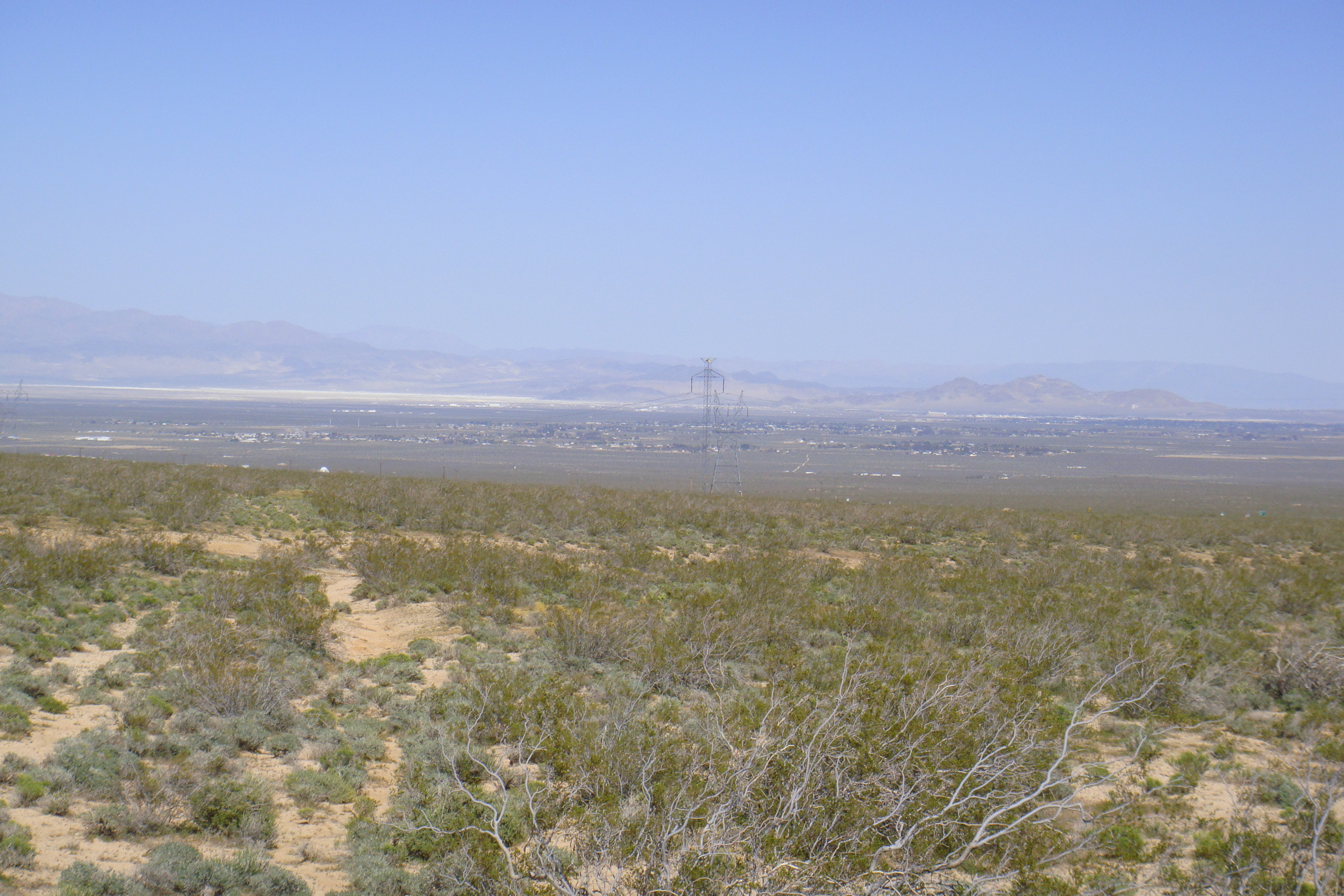
Una tipica high desert valley nel Deserto del Mojave

L'High Desert è un'area geografica non autorizzata collocata nel settentrione delle San Gabriel Mountains. Il termine "High Desert" è usato quasi normalmente dai news media, specialmente nelle previsioni meteorologiche e dai nomi di aziende e organizzazioni.

## Geografia
Un confine biogeografico definito include una porzione meridionale della Contea di Inyo a nord di San Bernardino e Kern Counties.

## Lista di città, paesi e census-designated places
- Acton (7,596)
- Adelanto (32,221)
- Agua Dulce (3,342)
- Amboy (12)
- Antelope Acres (2,800)
- Apple Valley (70,172)
- Bagdad (0)
- Baker (735)
- Barstow (22,975)
- Big River (1,327)
- Bishop (3,879)
- Bluewater (172)
- Boron (2,253)
- Cadiz (18)
- Calico (12)
- California City (14,327)
- Chambless (6)
- Cima (10)
- Daggett (200)
- Del Sur (1,750)
- Earp (48)
- Edwards (2,063)
- Elizabeth Lake (1,756)
- Essex (89)
- Fort Irwin (8,845)
- Goffs (23)
- Halloran Springs (18)
- Helendale (4,936)
- Hesperia (91,534)
- Hinkley (1,915)
- Inyokern (1,099)
- Johnson Valley (2,101)
- Joshua Tree (7,414)
- Kram Junction (315)
- Kelso (0)
- Lake Hughes (649)
- Lake Los Angeles (12,328)
- Lancaster (157,693)
- Landers (848)
- Lenwood (3,543)
- Leona Valley (1,607)
- Littlerock (1,377)
- Llano (1,201)
- Lone Pine (2,035)
- Lucerne Valley (5,811)
- Ludlow (10)
- Mojave (4,238)
- Mountain Pass (8)
- Mountain View Acres (3,130)
- Nebo Center (1,174)
- Needles (4,844)
- Neenach (800)
- Newberry Springs (1,280)
- Nipton (28)
- North Edwards (1,058)
- Oak Hills (8,879)
- Oro Grande (974)
- Palmdale (153,867)
- Pearblossom (2,435)
- Phelan (14,304)
- Piñon Hills (7,272)
- Quartz Hill (10,912)
- Ridgecrest (28,013)
- Rosamond (18,150)
- Sun Village (11,565)
- Tehachapi (14,630)
- Twentynine Palms (25,377)
- Victorville (117,597)
- Yucca Valley (20,700)